# Eupithecia chinae
Eupithecia chinae är en fjärilsart som beskrevs av András Vojnits 1977. Eupithecia chinae ingår i släktet Eupithecia och familjen mätare. Inga underarter finns listade i Catalogue of Life.